# Peter Hanke (Politikwissenschaftler)
Peter Hanke (* 30. September 1931; † 22. Januar 2022) war ein deutscher Politikwissenschaftler.

## Leben
Nach dem Abitur Ostern 1952 am mathematisch-naturwissenschaftlichen Gymnasium in Homberg am Niederrhein studierte Hanke ab Wintersemester 1952/53 an der Universität Münster drei Semester Literaturwissenschaft bei Benno von Wiese und Clemens Heselhaus, Geschichte bei Werner Conze und Sozialphilosophie bei Joachim Ritter und Josef Pieper. 1960 wurde er Dozent an der Akademie für Politische Bildung. 1974 wurde er Professor für Politikwissenschaft unter bes. Berücksichtigung des deutschen Regierungssystems an der Universität der Bundeswehr München.

## Schriften (Auswahl)
- Gesellschaft und Moral im Werk Bertolt Brechts. München 1972, OCLC 487721416.